# Pardosa cribrata
Pardosa cribrata är en spindelart som beskrevs av Simon 1876. Pardosa cribrata ingår i släktet Pardosa och familjen vargspindlar.

## Underarter
Arten delas in i följande underarter:
- P. c. catalonica
- P. c. roscai